# Messias Egípcio
Um dos vários profetas messiânicos surgido na província romana da Judeia, no séc. I.

## Biografia
Segundo Flávio Josefo, esse misterioso personagem se proclamava um "enviado de Deus", e apareceu na Judeia no tempo do governador Marco Antônio Félix, arrebanhando um grande número de pessoas, e as levando para o Monte das Oliveiras, onde haveriam de presenciar um milagre: as muralhas de Jerusalém se desmantelariam, abrindo um caminho para a entrada triunfal de Yahweh, que viria para estabelecer seu reino na Terra.
Provavelmente, o estranho messias, vindo do Egito, referia-se ao passo do profeta Zacarias, sobre a proximidade do Dia do Senhor: "Nesse dia, os seus pés [de Yahweh] pousarão sobre o Monte das Oliveiras, que fica em frente e a leste de Jerusalém; e o Monte das Oliveiras vai rachar-se ao meio, formando um vale enorme no sentido do nascente para o poente (...) Então virá Yahweh e todos os santos com ele" (Zc 14,4)
Ele também é citado em Atos, no episódio em que Paulo se encontra com um tribuno, nos degraus da Fortaleza Antônia, e este lhe pergunta: "Por acaso você não é o egípcio que, dias atrás, subverteu e arrastou ao deserto quatro mil sicários?" (Atos 21:38).
Josefo acrescenta que o governador Félix mandou uma tropa atacar a multidão e que muitos foram mortos pelos legionários, mas o egípcio escapou durante a luta e nunca mais foi visto.